# Libytheana
Libytheana es un género de mariposas ninfálidos de la subfamilia  Libytheinae.
Libytheana carinenta (Cramer, 1777) se encuentra en Sudamérica y el sur de Norteamérica; se sabe que es migratoria, algunos años en grandes números. Otras especies del género están limitadas al Caribe.

## Clasificación
- Fuente: Clasificación de Nymphalidae, en Nymphalidae.net

Subfamilia Libytheinae Boisduval, 1833 
- Libytheana Michener, 1943 
  - Libytheana carinenta (Cramer, 1777) (nombre original = Papilio carinenta Cramer, 1777) Especie tipo.
    - Libytheana carinenta carinenta (Cramer, 1777)
    - Libytheana carinenta mexicana Michener, 1943
    - Libytheana carinenta bachmanii (Kirtland, 1851) (nombre = Libythea bachmanii Kirtland, 1851; = Libythea bachmanii f. kirtlandi Field, 1938)
    - Libytheana carinenta larvata (Strecker, 1877)

  - Libytheana terena (Godart, 1819) (nombre original = Libythea terena Godart, 1819)
  - Libytheana motya (Hübner, 1823) (nombre original = Hecaërge motya Hübner, [1823])
  - Libytheana fulvescens (Lathy, 1904) (nombre original = Libythea fulvescens Lathy, 1904)